# Jeulanga Barat
Jeulanga Barat is een bestuurslaag in het regentschap Pidie Jaya van de provincie Atjeh, Indonesië. Jeulanga Barat telt 770 inwoners (volkstelling 2010).